# Подгорная (Новосибирская область)
Подго́рная — деревня в Колыванском районе Новосибирской области. Входит в состав городского поселения рабочий посёлок Колывань.

## География
Площадь деревни — 38 гектаров.

## Население
| 2002 | 2007 | 2010 |
| ---- | ---- | ---- |
| 241  | ↗269 | →269 |

## Инфраструктура
В деревне по данным на 2007 год отсутствует социальная инфраструктура.

## История
Согласно списка населённых пунктов Томской губернии 1859 года  в деревне Подгорная жило 134 мужчины и 144 женщины.